# 亨氏銀口天竺鯛
亨氏銀口天竺鲷（學名：Jaydia hungi），為輻鰭魚綱鈎頭魚目天竺鯛科銀口天竺鲷屬下的一個種，分布於西印度洋紅海海域，深度可達62公尺，棲息珊瑚礁區，夜間活動，屬肉食性，繁殖期時，雄魚具有口孵習性，卵約7日化成仔魚，由雄魚吐出，具短暫的仔魚飄浮期，生活習性不明。